# Statistiche della Coppa America di calcio
Questa pagina raccoglie statistiche e primati riguardanti la Coppa America di calcio. I dati sono aggiornati all'edizione 2024.
La lista potrebbe risultare non aggiornata in alcune sezioni.

## Albo d'oro
Dal 1916 al 1967 "Campeonato Sudamericano de Football"; dal 1975 in poi "Copa América". Le due sole nazionali affiliate alla CONMEBOL a non aver mai vinto la competizione sono l'Ecuador e il Venezuela, mentre nessuna nazionale non affiliata alla CONMEBOL (cioè invitata, prassi in uso dal 1993) ha mai vinto il trofeo.
| Titoli | Nazionale | Edizioni vinte                                                                                 |
| ------ | --------- | ---------------------------------------------------------------------------------------------- |
| 16     | Argentina | 1921, 1925, 1927, 1929, 1937, 1941, 1945, 1946, 1947, 1955, 1957, 1959, 1991, 1993, 2021, 2024 |
| 15     | Uruguay   | 1916, 1917, 1920, 1923, 1924, 1926, 1935, 1942, 1956, 1959, 1967, 1983, 1987, 1995, 2011       |
| 9      | Brasile   | 1919, 1922, 1949, 1989, 1997, 1999, 2004, 2007, 2019                                           |
| 2      | Perù      | 1939, 1975                                                                                     |
| 2      | Paraguay  | 1953, 1979                                                                                     |
| 2      | Cile      | 2015, 2016                                                                                     |
| 1      | Bolivia   | 1963                                                                                           |
| 1      | Colombia  | 2001                                                                                           |

## Classifica perpetua
I dati sono aggiornati all'edizione 2024
| Pos. | Squadra     | Titoli | Partecipazioni | Pt  | G   | V   | N  | P  | GF  | GS  | DR   |
| ---- | ----------- | ------ | -------------- | --- | --- | --- | -- | -- | --- | --- | ---- |
| 1.   | Argentina   | 16     | 44             | 423 | 202 | 127 | 42 | 33 | 474 | 182 | +292 |
| 2.   | Uruguay     | 15     | 45             | 374 | 206 | 112 | 38 | 56 | 410 | 222 | +188 |
| 3.   | Brasile     | 9      | 37             | 362 | 191 | 108 | 38 | 45 | 430 | 204 | +226 |
| 4.   | Paraguay    | 2      | 38             | 235 | 177 | 64  | 43 | 70 | 264 | 303 | -39  |
| 5.   | Cile        | 2      | 40             | 234 | 188 | 67  | 33 | 88 | 291 | 316 | -25  |
| 6.   | Perù        | 2      | 33             | 213 | 161 | 58  | 39 | 64 | 230 | 255 | -25  |
| 7.   | Colombia    | 1      | 23             | 172 | 124 | 49  | 25 | 50 | 142 | 191 | -49  |
| 8.   | Bolivia     | 1      | 28             | 86  | 119 | 20  | 26 | 73 | 108 | 298 | -190 |
| 9.   | Ecuador     | 0      | 29             | 74  | 126 | 16  | 26 | 84 | 134 | 327 | -193 |
| 10.  | Messico     | 0      | 10             | 70  | 48  | 19  | 13 | 16 | 66  | 62  | +4   |
| 11.  | Venezuela   | 0      | 19             | 41  | 70  | 8   | 17 | 45 | 52  | 180 | -128 |
| 12.  | Costa Rica  | 0      | 5              | 18  | 17  | 5   | 3  | 9  | 17  | 31  | -14  |
| 13.  | Stati Uniti | 0      | 4              | 17  | 18  | 5   | 2  | 11 | 18  | 29  | -11  |
| 14.  | Honduras    | 0      | 1              | 10  | 6   | 3   | 1  | 2  | 7   | 5   | +2   |
| 15.  | Panama      | 0      | 1              | 3   | 3   | 1   | 0  | 2  | 4   | 10  | -6   |
| 16.  | Giappone    | 0      | 2              | 3   | 6   | 0   | 3  | 3  | 6   | 15  | -9   |
| 17.  | Qatar       | 0      | 1              | 1   | 3   | 0   | 1  | 2  | 2   | 5   | -3   |
| 18.  | Giamaica    | 0      | 2              | 0   | 6   | 0   | 0  | 6  | 0   | 9   | -9   |
| 19.  | Haiti       | 0      | 1              | 0   | 3   | 0   | 0  | 3  | 1   | 12  | -11  |

## Paesi organizzatori

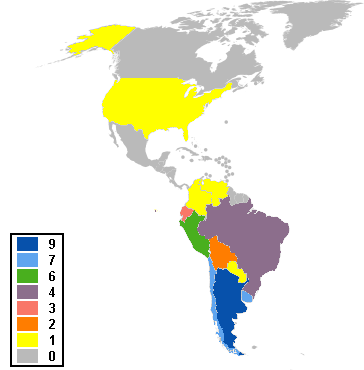
Mappa geografica che indica la distribuzione dei Paesi organizzatori

Le edizioni 1924 e 1953 furono organizzate a spese del Paraguay, che non disponeva delle infrastrutture per ospitare l'evento in patria.
| Numero edizioni | Paese       | Anno/i                                               |
| --------------- | ----------- | ---------------------------------------------------- |
| 9               | Argentina   | 1916, 1921, 1925, 1929, 1937, 1946, 1959, 1987, 2011 |
| 7               | Cile        | 1920, 1926, 1941, 1945, 1955, 1991, 2015             |
| 7               | Uruguay     | 1917, 1923, 1924, 1942, 1956, 1967, 1995             |
| 6               | Perù        | 1927, 1935, 1939, 1953, 1957, 2004                   |
| 6               | Brasile     | 1919, 1922, 1949, 1989, 2019, 2021                   |
| 3               | Ecuador     | 1947, 1959, 1993                                     |
| 3               | Vari Paesi  | 1975, 1979, 1983                                     |
| 2               | Bolivia     | 1963, 1997                                           |
| 2               | Stati Uniti | 2016, 2024                                           |
| 1               | Colombia    | 2001                                                 |
| 1               | Paraguay    | 1999                                                 |
| 1               | Venezuela   | 2007                                                 |

## Squadre

### Partecipazioni
| Pos. | Nome        | Partecipazioni | Edizioni |
| ---- | ----------- | -------------- | --- |
| 1.   | Uruguay     | 46             | 1916, 1917, 1919, 1920, 1921, 1922, 1923, 1924, 1926, 1927, 1929, 1935, 1937, 1939, 1941, 1942, 1945, 1946, 1947, 1949, 1953, 1955, 1956, 1957, 1959 (ARG), 1959 (ECU), 1967, 1975, 1979, 1983, 1987, 1989, 1991, 1993, 1995, 1997, 1999, 2001, 2004, 2007, 2011, 2015, 2016, 2019, 2021, 2024             |
| 2.   | Argentina   | 44             | 1916, 1917, 1919, 1920, 1921, 1922, 1923, 1924, 1925, 1926, 1927, 1929, 1935, 1937, 1941, 1942, 1945, 1946, 1947, 1955, 1956, 1957, 1959 (ARG), 1959 (ECU), 1963, 1967, 1975, 1979, 1983, 1987, 1989, 1991, 1993, 1995, 1997, 1999, 2004, 2007, 2011, 2015, 2016, 2019, 2021, 2024                         |
| 3.   | Cile        | 41             | 1921, 1922, 1923, 1924, 1925, 1926, 1929, 1937, 1939, 1942, 1946, 1947, 1949, 1953, 1955, 1956, 1959 (ARG), 1959 (ECU), 1963, 1967, 1975, 1979, 1983, 1987, 1989, 1991, 1993, 1995, 1997, 1999, 2001, 2004, 2007, 2011, 2015, 2016, 2019, 2021, 2024                                                       |
| 4.   | Paraguay    | 39             | 1916, 1917, 1919, 1920, 1921, 1922, 1923, 1924, 1925, 1926, 1927, 1929, 1935, 1937, 1939, 1941, 1942, 1945, 1946, 1947, 1949, 1953, 1955, 1956, 1957, 1959 (ARG), 1959 (ECU), 1963, 1967, 1975, 1979, 1983, 1987, 1989, 1991, 1993, 1995, 1997, 1999, 2001, 2004, 2007, 2011, 2015, 2016, 2019, 2021, 2024 |
| 5.   | Brasile     | 38             | 1916, 1917, 1919, 1920, 1921, 1922, 1923, 1925, 1937, 1942, 1945, 1946, 1949, 1953, 1956, 1957, 1959 (ARG), 1959 (ECU), 1963, 1975, 1979, 1983, 1987, 1989, 1991, 1993, 1995, 1997, 1999, 2001, 2004, 2007, 2011, 2015, 2016, 2019, 2021, 2024                                                             |
| 6.   | Perù        | 34             | 1927, 1929, 1935, 1937, 1939, 1941, 1942, 1947, 1949, 1953, 1955, 1956, 1957, 1959 (ARG), 1963, 1975, 1979, 1983, 1987, 1989, 1991, 1993, 1995, 1997, 1999, 2001, 2004, 2007, 2011, 2015, 2016, 2019, 2021, 2024                                                                                           |
| 7.   | Ecuador     | 30             | 1939, 1941, 1942, 1945, 1947, 1949, 1953, 1955, 1957, 1959 (ECU), 1963, 1975, 1979, 1983, 1987, 1989, 1991, 1993, 1995, 1997, 1999, 2001, 2004, 2007, 2011, 2015, 2016, 2019, 2021, 2024 |
| 8.   | Bolivia     | 29             | 1926, 1927, 1945, 1946, 1947, 1949, 1953, 1959 (ARG), 1963, 1967, 1975, 1979, 1983, 1987, 1989, 1991, 1993, 1995, 1997, 1999, 2001, 2004, 2007, 2011, 2015, 2016, 2019, 2021, 2024 |
| 9.   | Colombia    | 24             | 1945, 1947, 1949, 1957, 1963, 1975, 1979, 1983, 1987, 1989, 1991, 1993, 1995, 1997, 1999, 2001, 2004, 2007, 2011, 2015, 2016, 2019, 2021, 2024 |
| 10.  | Venezuela   | 20             | 1967, 1975, 1979, 1983, 1987, 1989, 1991, 1993, 1995, 1997, 1999, 2001, 2004, 2007, 2011, 2015, 2016, 2019, 2021, 2024 |
| 11.  | Messico     | 11             | 1993, 1995, 1997, 1999, 2001, 2004, 2007, 2011, 2015, 2016, 2024 |
| 12.  | Costa Rica  | 6              | 1997, 2001, 2004, 2011, 2016, 2024 |
| 13.  | Stati Uniti | 5              | 1993, 1995, 2007, 2016, 2024 |
| 14.  | Giamaica    | 3              | 2015, 2016, 2024 |
| 15.  | Giappone    | 2              | 1999, 2019 |
| 15.  | Panama      | 2              | 2016, 2024 |
| 17.  | Canada      | 1              | 2024 |
| 17.  | Haiti       | 1              | 2016 |
| 17.  | Honduras    | 1              | 2001 |
| 17.  | Qatar       | 1              | 2019 |

### Nazionali per anno di debutto
| Nazionale   | Edizione d'esordio |
| ----------- | ------------------ |
| Argentina   | 1916               |
| Brasile     | 1916               |
| Cile        | 1916               |
| Uruguay     | 1916               |
| Paraguay    | 1921               |
| Bolivia     | 1926               |
| Perù        | 1927               |
| Ecuador     | 1939               |
| Colombia    | 1945               |
| Venezuela   | 1967               |
| Messico     | 1993               |
| Stati Uniti | 1993               |
| Costa Rica  | 1997               |
| Giappone    | 1999               |
| Honduras    | 2001               |
| Giamaica    | 2015               |
| Haiti       | 2016               |
| Panama      | 2016               |
| Qatar       | 2019               |
| Canada      | 2024               |

## Partite

### Maggior numero di gol complessivi[1]
| Pos. | Partita             | Risultato | Gol | Edizione |
| ---- | ------------------- | --------- | --- | -------- |
| 1.   | Argentina-Ecuador   | 12-0      | 12  | 1942     |
| 2.   | Argentina-Venezuela | 11-0      | 11  | 1975     |
| 2.   | Brasile-Bolivia     | 10-1      | 11  | 1949     |
| 2.   | Brasile-Ecuador     | 9-2       | 11  | 1945     |
| 5.   | Argentina-Colombia  | 8-2       | 10  | 1957     |
| 5.   | Brasile-Ecuador     | 9-1       | 10  | 1949     |
| 5.   | Argentina-Colombia  | 9-1       | 10  | 1945     |
| 5.   | Brasile-Cile        | 6-4       | 10  | 1937     |
| 9.   | Brasile-Colombia    | 9-0       | 9   | 1957     |
| 9.   | Cile-Perù           | 5-4       | 9   | 1955     |
| 9.   | Brasile-Bolivia     | 8-1       | 9   | 1953     |
| 9.   | Cile-Ecuador        | 6-3       | 9   | 1945     |
| 9.   | Uruguay-Bolivia     | 9-0       | 9   | 1927     |

### Maggior numero di gol di scarto[1]
| Pos. | Partita             | Risultato | Gol di scarto | Edizione |
| ---- | ------------------- | --------- | ------------- | -------- |
| 1.   | Argentina-Ecuador   | 12-0      | 12            | 1942     |
| 2.   | Argentina-Venezuela | 11-0      | 11            | 1975     |
| 3.   | Brasile-Colombia    | 9-0       | 9             | 1957     |
| 3.   | Brasile-Bolivia     | 10-1      | 9             | 1949     |
| 3.   | Uruguay-Bolivia     | 9-0       | 9             | 1927     |
| 6.   | Brasile-Ecuador     | 9-1       | 8             | 1949     |
| 6.   | Argentina-Colombia  | 9-1       | 8             | 1945     |
| 6.   | Argentina-Paraguay  | 8-0       | 8             | 1926     |

### Maggiore durata
La partita più lunga della storia della competizione fu la finale del Campeonato Sudamericano de Football 1919 tra Brasile e Uruguay: i 4 tempi supplementari da 15 minuti ciascuno portarono la durata dell'incontro a raggiungere i 150 minuti.

### Numero di gol e media-gol per edizione[3]
| Edizione   | Partite | Gol segnati | Media gol |
| ---------- | ------- | ----------- | --------- |
| 1916       | 6       | 18          | 3,00      |
| 1917       | 6       | 21          | 3,50      |
| 1919       | 7       | 27          | 3,86      |
| 1920       | 6       | 16          | 2,67      |
| 1921       | 6       | 14          | 2,33      |
| 1922       | 11      | 22          | 2,00      |
| 1923       | 6       | 18          | 3,00      |
| 1924       | 6       | 15          | 2,50      |
| 1925       | 6       | 26          | 4,33      |
| 1926       | 10      | 55          | 5,50      |
| 1927       | 6       | 37          | 6,17      |
| 1929       | 6       | 23          | 3,83      |
| 1935       | 6       | 18          | 3,00      |
| 1937       | 16      | 69          | 4,31      |
| 1939       | 10      | 47          | 4,70      |
| 1941       | 10      | 32          | 3,20      |
| 1942       | 21      | 81          | 3,86      |
| 1945       | 21      | 89          | 4,24      |
| 1946       | 15      | 61          | 4,07      |
| 1947       | 28      | 102         | 3,64      |
| 1949       | 29      | 135         | 4,65      |
| 1953       | 22      | 67          | 3,05      |
| 1955       | 15      | 73          | 4,86      |
| 1956       | 15      | 38          | 2,53      |
| 1957       | 21      | 101         | 4,80      |
| 1959 (ARG) | 21      | 86          | 4,10      |
| 1959 (ECU) | 10      | 40          | 4,00      |
| 1963       | 21      | 91          | 4,33      |
| 1967       | 15      | 49          | 3,27      |
| 1975       | 25      | 79          | 3,16      |
| 1979       | 25      | 63          | 2,52      |
| 1983       | 24      | 55          | 2,29      |
| 1987       | 13      | 33          | 2,54      |
| 1989       | 26      | 55          | 2,11      |
| 1991       | 26      | 73          | 2,81      |
| 1993       | 26      | 64          | 2,46      |
| 1995       | 26      | 69          | 2,65      |
| 1997       | 26      | 67          | 2,58      |
| 1999       | 26      | 74          | 2,85      |
| 2001       | 26      | 60          | 2,40      |
| 2004       | 26      | 78          | 3,00      |
| 2007       | 26      | 86          | 3,31      |
| 2011       | 26      | 54          | 2,08      |
| 2015       | 26      | 59          | 2,27      |
| 2016       | 32      | 91          | 2,84      |
| 2019       | 26      | 60          | 2,31      |
| 2021       | 28      | 65          | 2,32      |
| 2024       | 32      | 70          | 2,19      |

### Spettatori per edizione
| Edizione   | Partite | Spettatori | Media per partita |
| ---------- | ------- | ---------- | ----------------- |
| 1916       | 6       | 84000      | 14000             |
| 1917       | 6       | 128000     | 21333             |
| 1919       | 7       | 141000     | 20143             |
| 1920       | 6       | 85000      | 14167             |
| 1921       | 6       | 127000     | 21167             |
| 1922       | 11      | 170500     | 15500             |
| 1923       | 6       | 112000     | 18667             |
| 1924       | 6       | 77000      | 12833             |
| 1925       | 6       | 112000     | 18667             |
| 1926       | 10      | 87000      | 8700              |
| 1927       | 6       | 98000      | 16333             |
| 1929       | 6       | 170000     | 28333             |
| 1935       | 6       | 126000     | 21000             |
| 1937       | 16      | 518000     | 32375             |
| 1939       | 10      | 141000     | 14100             |
| 1941       | 10      | 551000     | 55100             |
| 1942       | 21      | 674000     | 32095             |
| 1945       | 21      | 1195000    | 56905             |
| 1946       | 15      | 777990     | 51866             |
| 1947       | 28      | 490000     | 17500             |
| 1949       | 29      | 712000     | 24552             |
| 1953       | 22      | 930000     | 42273             |
| 1955       | 15      | 641000     | 42733             |
| 1956       | 15      | 568000     | 37867             |
| 1957       | 21      | 1019000    | 48524             |
| 1959 (ARG) | 21      | 1020000    | 48571             |
| 1959 (ECU) | 10      | 462000     | 46200             |
| 1963       | 21      | 348000     | 16571             |
| 1967       | 15      | 200500     | 13367             |
| 1975       | 25      | 1028000    | 41120             |
| 1979       | 25      | 1144000    | 45760             |
| 1983       | 24      | 1127000    | 46958             |
| 1987       | 13      | 236000     | 18154             |
| 1989       | 26      | 856600     | 32946             |
| 1991       | 26      | 1025000    | 39423             |
| 1993       | 26      | 704000     | 27077             |
| 1995       | 26      | 418700     | 16104             |
| 1997       | 26      | 550000     | 21154             |
| 1999       | 26      | 560000     | 21538             |
| 2001       | 26      | 877000     | 33731             |
| 2004       | 26      | 678000     | 26077             |
| 2007       | 26      | 931000     | 35808             |
| 2011       | 26      | 826141     | 31775             |
| 2015       | 26      | 655902     | 25227             |
| 2016       | 32      | 1483855    | 46370             |
| 2019       | 26      | 867245     | 33356             |
| 2021       | 28      | 7800       | 279               |
| 2024       | 32      | 1506578    | 47 081            |

### Numero di espulsioni[1]
| Pos. | Nome                  | Espulsioni |
| ---- | --------------------- | ---------- |
| 1.   | Uruguay               | 31         |
| 2.   | Perù                  | 24         |
| 3.   | Argentina             | 23         |
| 4.   | Brasile               | 20         |
| 4.   | Venezuela             | 20         |
| 6.   | Cile                  | 17         |
| 7.   | Bolivia               | 13         |
| 7.   | Paraguay              | 13         |
| 9.   | Colombia              | 9          |
| 9.   | Ecuador               | 9          |
| 9.   | Messico               | 9          |
| 12.  | Honduras              | 1          |
| 12.  | Giappone              | 1          |
| 12.  | Costa Rica            | 1          |
| 14.  | Stati Uniti d'America | 0          |

## Giocatori

### Maggior numero di titoli vinti
In grassetto i calciatori in attività
| Pos. | Nome           | Titoli | Edizioni vinte                     |
| ---- | -------------- | ------ | ---------------------------------- |
| 1.   | Ángel Romano   | 6      | 1916, 1917, 1920, 1923, 1924, 1926 |
| 2.   | Pascual Somma  | 4      | 1916. 1917, 1920, 1923             |
| 2.   | Héctor Scarone | 4      | 1917, 1923, 1924, 1926             |
| 2.   | José Nasazzi   | 4      | 1923, 1924, 1926, 1935             |

### Maggior numero di assist forniti
In grassetto i calciatori in attività
| Pos. | Nome                | Assist |
| ---- | ------------------- | ------ |
| 1.   | Lionel Messi        | 18     |
| 2.   | Zizinho             | 17     |
| 3.   | Jair da Costa       | 9      |
| 3.   | James Rodriguez     | 9      |
| 5.   | Alex                | 8      |
| 5.   | Denilson            | 7      |
| 5.   | Angel Di Maria      | 7      |
| 7.   | Juan Roman Riquelme | 6      |
| 7.   | Carlos Tevez        | 6      |

### Maggior numero di presenze[5]
| Pos. | Nome               | Presenze |
| ---- | ------------------ | -------- |
| 1.   | Lionel Messi       | 39       |
| 2.   | Sergio Livingstone | 34       |
| 2.   | Zizinho            | 34       |
| 4.   | Víctor Ugarte      | 30       |
| 5.   | Ángel Di María     | 28       |
| 5.   | Paolo Guerrero     | 28       |
| 7.   | Leonel Álvarez     | 27       |
| 7.   | Claudio Bravo      | 27       |
| 7.   | Mauricio Isla      | 27       |
| 7.   | Gary Medel         | 27       |
| 7.   | Nicolás Otamendi   | 27       |
| 7.   | Carlos Valderrama  | 27       |
| 7.   | Yoshimar Yotún     | 27       |
| 14.  | Pedro Gallese      | 26       |
| 14.  | Javier Mascherano  | 26       |
| 14.  | Alexis Sanchez     | 26       |
| 14.  | Eduardo Vargas     | 26       |
| 18.  | Álex Aguinaga      | 25       |
| 18.  | Christian Cueva    | 25       |
| 18.  | Cornelio Heredia   | 25       |
| 18.  | Taffarel           | 25       |

### Maggior numero di gol segnati[6]
In grassetto i calciatori in attività
| Pos. | Nome                | Gol |
| ---- | ------------------- | --- |
| 1.   | Norberto Méndez     | 17  |
| 1.   | Zizinho             | 17  |
| 3.   | Teodoro Fernández   | 15  |
| 3.   | Severino Varela     | 15  |
| 5.   | Lionel Messi        | 14  |
| 5.   | Eduardo Vargas      | 14  |
| 5.   | Paolo Guerrero      | 14  |
| 8.   | Ademir              | 13  |
| 8.   | Jair Rosa Pinto     | 13  |
| 8.   | Gabriel Batistuta   | 13  |
| 8.   | José Manuel Moreno  | 13  |
| 8.   | Héctor Scarone      | 13  |
| 13.  | Roberto Porta       | 12  |
| 13.  | Ángel Romano        | 12  |
| 15.  | Herminio Masantonio | 11  |
| 15.  | Víctor Ugarte       | 11  |
| 17.  | Javier Ambrois      | 10  |
| 17.  | Héctor Castro       | 10  |
| 17.  | Didi                | 10  |
| 17.  | Oscar Gómez Sánchez | 10  |
| 17.  | Enrique Hormazábal  | 10  |
| 17.  | Arnoldo Iguarán     | 10  |
| 17.  | Ángel Labruna       | 10  |
| 17.  | Lautaro Martinez    | 10  |
| 17.  | Pedro Petrone       | 10  |
| 17.  | Ronaldo             | 10  |

### Maggior numero di assist forniti
In grassetto i calciatori in attività
| Pos. | Nome                | Assist |
| ---- | ------------------- | ------ |
| 1.   | Lionel Messi        | 18     |
| 2.   | Zizinho             | 17     |
| 3.   | Jair da Costa       | 9      |
| 3.   | James Rodriguez     | 9      |
| 5.   | Alex                | 8      |
| 5.   | Denilson            | 7      |
| 5.   | Angel Di Maria      | 7      |
| 7.   | Juan Roman Riquelme | 6      |
| 7.   | Carlos Tevez        | 6      |

### Maggior numero di gol segnati in una sola partita[1]
| Pos. | Nome                | Gol | Partita                      |
| ---- | ------------------- | --- | ---------------------------- |
| 1.   | Héctor Scarone      | 5   | Uruguay-Bolivia 6-0, 1926    |
| 1.   | Juan Marvezzi       | 5   | Argentina-Ecuador 6-1, 1941  |
| 1.   | José Manuel Moreno  | 5   | Argentina-Ecuador 12-0, 1942 |
| 1.   | Evaristo de Macedo  | 5   | Brasile-Colombia 9-0, 1957   |
| 5.   | David Arellano      | 4   | Cile-Bolivia 7-1, 1926       |
| 5.   | Gabino Sosa         | 4   | Argentina-Paraguay 8-0, 1926 |
| 5.   | Héctor Castro       | 4   | Uruguay-Paraguay 6-1, 1926   |
| 5.   | Herminio Masantonio | 4   | Argentina-Ecuador 12-0, 1942 |
| 5.   | José Medina         | 4   | Uruguay-Bolivia 5-0, 1946    |
| 5.   | Zizinho             | 4   | Brasile-Cile 5-1, 1946       |
| 5.   | Duilio Benítez      | 4   | Paraguay-Bolivia 7-0, 1949   |
| 5.   | Julinho             | 4   | Brasile-Bolivia 8-1, 1953    |
| 5.   | Rodolfo Micheli     | 4   | Argentina-Paraguay 5-3, 1955 |
| 5.   | Javier Ambrois      | 4   | Uruguay-Ecuador 5-2, 1957    |
| 5.   | Humberto Maschio    | 4   | Argentina-Colombia 8-2, 1957 |
| 5.   | Javier Ambrois      | 4   | Uruguay-Perù 5-3, 1957       |
| 5.   | Eduardo Vargas      | 4   | Messico-Cile 0-7, 2016       |

### Capocannonieri[7]
| Edizione         | Capocannoniere                                                                  | Nazionale                 | Gol |
| ---------------- | ------------------------------------------------------------------------------- | ------------------------- | --- |
| Argentina 1916   | Isabelino Gradín                                                                | Uruguay                   | 3   |
| Uruguay 1917     | Ángel Romano                                                                    | Uruguay                   | 4   |
| Brasile 1919     | Arthur Friedenreich Neco                                                        | Brasile                   | 4   |
| Cile 1920        | José Pérez Ángel Romano                                                         | Uruguay                   | 3   |
| Argentina 1921   | Julio Libonatti                                                                 | Argentina                 | 3   |
| Brasile 1922     | Juan Francia                                                                    | Argentina                 | 4   |
| Uruguay 1923     | Vicente Aguirre Pedro Petrone                                                   | Argentina Uruguay         | 3   |
| Uruguay 1924     | Pedro Petrone                                                                   | Uruguay                   | 4   |
| Argentina 1925   | Manuel Seoane                                                                   | Argentina                 | 6   |
| Cile 1926        | David Arellano                                                                  | Cile                      | 7   |
| Perù 1927        | Alfredo Carricaberry Segundo Luna Roberto Figueroa Pedro Petrone Héctor Scarone | Argentina Uruguay         | 3   |
| Argentina 1929   | Aurelio Ramón González                                                          | Paraguay                  | 5   |
| Perù 1935        | Herminio Masantonio                                                             | Argentina                 | 4   |
| Argentina 1937   | Raúl Toro                                                                       | Cile                      | 7   |
| Perù 1939        | Teodoro Fernández                                                               | Perù                      | 7   |
| Cile 1941        | Juan Marvezzi                                                                   | Argentina                 | 5   |
| Uruguay 1942     | Herminio Masantonio José Manuel Moreno                                          | Argentina                 | 7   |
| Cile 1945        | Norberto Méndez Heleno                                                          | Argentina Brasile         | 6   |
| Argentina 1946   | José María Medina                                                               | Uruguay                   | 7   |
| Ecuador 1947     | Nicolás Falero                                                                  | Uruguay                   | 8   |
| Brasile 1949     | Jair                                                                            | Brasile                   | 9   |
| Perù 1953        | Francisco Molina                                                                | Cile                      | 7   |
| Cile 1955        | Rodolfo Micheli                                                                 | Argentina                 | 8   |
| Uruguay 1956     | Enrique Hormazábal                                                              | Cile                      | 4   |
| Perù 1957        | Humberto Maschio Javier Ambrois                                                 | Argentina Uruguay         | 9   |
| Argentina 1959   | Pelé                                                                            | Brasile                   | 8   |
| Ecuador 1959     | José Sanfilippo                                                                 | Argentina                 | 6   |
| Bolivia 1963     | Carlos Alberto Raffo                                                            | Ecuador                   | 6   |
| Uruguay 1967     | Luis Artime                                                                     | Argentina                 | 5   |
| 1975             | Leopoldo Luque José Ernesto Díaz                                                | Argentina Colombia        | 4   |
| 1979             | Jorge Peredo Eugenio Morel                                                      | Cile Paraguay             | 4   |
| 1983             | Jorge Burruchaga Roberto Dinamite Carlos Alberto Aguilera                       | Argentina Brasile Uruguay | 3   |
| Argentina 1987   | Arnoldo Alberto Iguarán                                                         | Colombia                  | 4   |
| Brasile 1989     | Bebeto                                                                          | Brasile                   | 6   |
| Cile 1991        | Gabriel Batistuta                                                               | Argentina                 | 6   |
| Ecuador 1993     | José Luis Dolgetta                                                              | Venezuela                 | 4   |
| Uruguay 1995     | Gabriel Batistuta Luis García                                                   | Argentina Messico         | 4   |
| Bolivia 1997     | Luis Hernández                                                                  | Messico                   | 6   |
| Paraguay 1999    | Rivaldo Ronaldo                                                                 | Brasile                   | 5   |
| Colombia 2001    | Víctor Aristizábal                                                              | Colombia                  | 6   |
| Perù 2004        | Adriano                                                                         | Brasile                   | 7   |
| Venezuela 2007   | Robinho                                                                         | Brasile                   | 6   |
| Argentina 2011   | Paolo Guerrero                                                                  | Perù                      | 5   |
| Cile 2015        | Eduardo Vargas Paolo Guerrero                                                   | Cile Perù                 | 4   |
| Stati Uniti 2016 | Eduardo Vargas                                                                  | Cile                      | 6   |
| Brasile 2019     | Everton Paolo Guerrero                                                          | Brasile Perù              | 3   |
| Brasile 2021     | Luis Díaz Lionel Messi                                                          | Colombia Argentina        | 4   |
| Stati Uniti 2024 | Lautaro Martínez                                                                | Argentina                 | 5   |

## Statistiche generali per torneo
| Anno | Paese ospitante | Campione  | CT campione             | Scarpa d'oro                                                                                        | Miglior giocatore      |
| ---- | --------------- | --------- | ----------------------- | --------------------------------------------------------------------------------------------------- | ---------------------- |
| 1916 | Argentina       | Uruguay   | Alfredo Foglino         | Isabelino Gradín (3)                                                                                | Isabelino Gradín       |
| 1917 | Uruguay         | Uruguay   | Ramón Platero           | Ángel Romano (4)                                                                                    | Héctor Scarone         |
| 1919 | Brasile         | Brasile   | Haroldo Domingues       | Arthur Friedenreich (4) Neco (4)                                                                    | Arthur Friedenreich    |
| 1920 | Cile            | Uruguay   | Ernesto Fígoli          | José Pérez (3) Ángel Romano (3)                                                                     | José Piendibene        |
| 1921 | Argentina       | Argentina | Pedro Calomino          | Julio Libonatti (3)                                                                                 | Américo Tesoriere      |
| 1922 | Brasile         | Brasile   | Laís                    | Juan Francia (4)                                                                                    | Agostinho Fortes Filho |
| 1923 | Uruguay         | Uruguay   | Leonardo De Lucca       | Vicente Aguirre (3) Pedro Petrone (3)                                                               | José Nasazzi           |
| 1924 | Uruguay         | Uruguay   | Ernesto Meliante        | Pedro Petrone (4)                                                                                   | Pedro Petrone          |
| 1925 | Argentina       | Argentina | Américo Tesoriere       | Manuel Seoane (6)                                                                                   | Manuel Seoane          |
| 1926 | Cile            | Uruguay   | Ernesto Fígoli          | David Arellano (7)                                                                                  | José Leandro Andrade   |
| 1927 | Perù            | Argentina | José Lago Millán        | Alfredo Carricaberry (3) Segundo Luna (3) Roberto Figueroa (3) Pedro Petrone (3) Héctor Scarone (3) | Manuel Seoane          |
| 1929 | Argentina       | Argentina | Francisco Olazar        | Aurelio González (5)                                                                                | Manuel Ferreira        |
| 1935 | Perù            | Uruguay   | Raúl V. Blanco          | Herminio Masantonio (4)                                                                             | José Nasazzi           |
| 1937 | Argentina       | Argentina | Manuel Seoane           | Raúl Toro Julio (7)                                                                                 | Vicente de la Mata     |
| 1939 | Perù            | Perù      | Jack Greenwell          | Teodoro Fernández (7)                                                                               | Teodoro Fernández      |
| 1941 | Cile            | Argentina | Guillermo Stábile       | Juan Marvezzi (5)                                                                                   | Sergio Livingstone     |
| 1942 | Uruguay         | Uruguay   | Pedro Cea               | Herminio Masantonio (7) José Manuel Moreno (7)                                                      | Obdulio Varela         |
| 1945 | Cile            | Argentina | Guillermo Stábile       | Norberto Méndez (6) Heleno de Freitas (6)                                                           | Domingos da Guia       |
| 1946 | Argentina       | Argentina | Guillermo Stábile       | José María Medina (7)                                                                               | Adolfo Pedernera       |
| 1947 | Ecuador         | Argentina | Guillermo Stábile       | Nicolás Falero (8)                                                                                  | José Manuel Moreno     |
| 1949 | Brasile         | Brasile   | Flávio Costa            | Jair (9)                                                                                            | Ademir                 |
| 1953 | Perù            | Paraguay  | Manuel Fleitas Solich   | Francisco Molina (7)                                                                                | Heriberto Herrera      |
| 1955 | Cile            | Argentina | Guillermo Stábile       | Rodolfo Micheli (8)                                                                                 | Enrique Hormazábal     |
| 1956 | Uruguay         | Uruguay   | Hugo Bagnulo            | Enrique Hormazábal (4)                                                                              | Óscar Míguez           |
| 1957 | Perù            | Argentina | Guillermo Stábile       | Humberto Maschio (9) Javier Ambrois (9)                                                             | Omar Sívori            |
| 1959 | Argentina       | Argentina | Victorio Spinetto       | Pelé (8)                                                                                            | Pelé                   |
| 1959 | Ecuador         | Uruguay   | Juan Carlos Corazzo     | José Sanfilippo (6)                                                                                 | Alcides Silveira       |
| 1963 | Bolivia         | Bolivia   | Danilo Alvim            | Carlos Alberto Raffo (6)                                                                            | Ramiro Blacut          |
| 1967 | Uruguay         | Uruguay   | Juan Carlos Corazzo     | Luis Artime (5)                                                                                     | Pedro Rocha            |
| 1975 | Itinerante      | Perù      | Marcos Calderón         | Leopoldo Luque (4) Ernesto Díaz (4)                                                                 | Teófilo Cubillas       |
| 1979 | Itinerante      | Paraguay  | Ranulfo Miranda         | Jorge Peredo (4) Eugenio Morel (4)                                                                  | Carlos Caszely         |
| 1983 | Itinerante      | Uruguay   | Omar Borrás             | Jorge Burruchaga (3) Roberto Dinamite (3) Carlos Aguilera (3)                                       | Enzo Francescoli       |
| 1987 | Argentina       | Uruguay   | Roberto Fleitas         | Arnoldo Iguarán (4)                                                                                 | Carlos Valderrama      |
| 1989 | Brasile         | Brasile   | Sebastião Lazaroni      | Bebeto (6)                                                                                          | Rubén Sosa             |
| 1991 | Cile            | Argentina | Alfio Basile            | Gabriel Batistuta (6)                                                                               | Leonardo Rodríguez     |
| 1993 | Ecuador         | Argentina | Alfio Basile            | José Luis Dolgetta (4)                                                                              | Sergio Goycochea       |
| 1995 | Uruguay         | Uruguay   | Héctor Núñez            | Gabriel Batistuta (4) Luis García (4)                                                               | Enzo Francescoli       |
| 1997 | Bolivia         | Brasile   | Mário Zagallo           | Luis Hernández (6)                                                                                  | Ronaldo                |
| 1999 | Paraguay        | Brasile   | Vanderlei Luxemburgo    | Rivaldo (5) Ronaldo (5)                                                                             | Rivaldo                |
| 2001 | Colombia        | Colombia  | Francisco Maturana      | Víctor Aristizábal (6)                                                                              | Amado Guevara          |
| 2004 | Perù            | Brasile   | Carlos Alberto Parreira | Adriano (7)                                                                                         | Adriano                |
| 2007 | Venezuela       | Brasile   | Dunga                   | Robinho (6)                                                                                         | Robinho                |
| 2011 | Argentina       | Uruguay   | Óscar Tabárez           | Paolo Guerrero (5)                                                                                  | Luis Suárez            |
| 2015 | Cile            | Cile      | Jorge Sampaoli          | Eduardo Vargas (4) Paolo Guerrero (4)                                                               | Lionel Messi           |
| 2016 | Stati Uniti     | Cile      | Juan Antonio Pizzi      | Eduardo Vargas (6)                                                                                  | Alexis Sánchez         |
| 2019 | Brasile         | Brasile   | Tite                    | Everton (3) Paolo Guerrero (3)                                                                      | Dani Alves             |
| 2021 | Brasile         | Argentina | Lionel Scaloni          | Lionel Messi (4) Luis Díaz (4)                                                                      | Lionel Messi           |
| 2024 | Stati Uniti     | Argentina | Lionel Scaloni          | Lautaro Martínez (5)                                                                                | James Rodríguez        |

Nota: Carlos Valderrama è stato il primo calciatore a vincere ufficialmente l'MVP.

## Commissari tecnici

### Vincitori[10]
| Edizione   | Nome                                               | Nazionale |
| ---------- | -------------------------------------------------- | --------- |
| 1916       | Nessuno                                            | Uruguay   |
| 1917       | Ramón Platero                                      | Uruguay   |
| 1919       | Commissione tecnica                                | Brasile   |
| 1920       | Ernesto Fígoli                                     | Uruguay   |
| 1921       | Nessuno                                            | Argentina |
| 1922       | Commissione tecnica                                | Brasile   |
| 1923       | Leonardo De Lucca                                  | Uruguay   |
| 1924       | Ernesto Meliante                                   | Uruguay   |
| 1925       | Ángel Vázquez                                      | Argentina |
| 1926       | Andrés Mazali                                      | Uruguay   |
| 1927       | José Lago Millán                                   | Argentina |
| 1929       | Francisco Olazar, Juan Tramutola                   | Argentina |
| 1935       | Raúl Blanco                                        | Uruguay   |
| 1937       | Manuel Seoane                                      | Argentina |
| 1939       | Jack Greenwell                                     | Perù      |
| 1941       | Guillermo Stábile                                  | Argentina |
| 1942       | Pedro Cea                                          | Uruguay   |
| 1945       | Guillermo Stábile                                  | Argentina |
| 1946       | Guillermo Stábile                                  | Argentina |
| 1947       | Guillermo Stábile                                  | Argentina |
| 1949       | Flávio Costa                                       | Brasile   |
| 1953       | Manuel Fleitas Solich                              | Paraguay  |
| 1955       | Guillermo Stábile                                  | Argentina |
| 1956       | Hugo Bagnulo                                       | Uruguay   |
| 1957       | Guillermo Stábile                                  | Argentina |
| 1959 (ARG) | José Barreiro, José Della Torre, Victorio Spinetto | Argentina |
| 1959 (ECU) | Juan Carlos Corazzo                                | Uruguay   |
| 1963       | Danilo                                             | Bolivia   |
| 1967       | Juan Carlos Corazzo                                | Uruguay   |
| 1975       | Marcos Calderón                                    | Perù      |
| 1979       | Ranulfo Miranda                                    | Paraguay  |
| 1983       | Omar Borrás                                        | Uruguay   |
| 1987       | Roberto Fleitas                                    | Uruguay   |
| 1989       | Sebastião Lazaroni                                 | Brasile   |
| 1991       | Alfio Basile                                       | Argentina |
| 1993       | Alfio Basile                                       | Argentina |
| 1995       | Héctor Núñez                                       | Uruguay   |
| 1997       | Mário Zagallo                                      | Brasile   |
| 1999       | Vanderlei Luxemburgo                               | Brasile   |
| 2001       | Francisco Maturana                                 | Colombia  |
| 2004       | Carlos Alberto Parreira                            | Brasile   |
| 2007       | Dunga                                              | Brasile   |
| 2011       | Óscar Tabárez                                      | Uruguay   |
| 2015       | Jorge Sampaoli                                     | Cile      |
| 2016       | Juan Antonio Pizzi                                 | Cile      |
| 2019       | Tite                                               | Brasile   |
| 2021       | Lionel Scaloni                                     | Argentina |
| 2024       | Lionel Scaloni                                     | Argentina |

### Maggior numero di titoli vinti[1]
| Nome                                               | Nazionale | Titoli | Edizioni vinte                     |
| -------------------------------------------------- | --------- | ------ | ---------------------------------- |
| Guillermo Stábile                                  | Argentina | 6      | 1941, 1945, 1946, 1947, 1955, 1957 |
| Alfio Basile                                       | Argentina | 2      | 1991, 1993                         |
| Lionel Scaloni                                     | Argentina | 2      | 2021, 2024                         |
| Ernesto Fígoli                                     | Uruguay   | 2      | 1920, 1926                         |
| Juan Carlos Corazzo                                | Uruguay   | 2      | 1959 (ECU), 1967                   |
| José Lago Millán                                   | Argentina | 1      | 1927                               |
| Francisco Olazar e Juan Tramutola                  | Argentina | 1      | 1929                               |
| Manuel Seoane                                      | Argentina | 1      | 1937                               |
| José Barreiro, José Della Torre, Victorio Spinetto | Argentina | 1      | 1959 (ARG)                         |
| Jorge Sampaoli                                     | Cile      | 1      | 2015                               |
| Juan Antonio Pizzi                                 | Cile      | 1      | 2016                               |
| Flávio Costa                                       | Brasile   | 1      | 1949                               |
| Danilo                                             | Bolivia   | 1      | 1963                               |
| Sebastião Lazaroni                                 | Brasile   | 1      | 1989                               |
| Mário Zagallo                                      | Brasile   | 1      | 1997                               |
| Vanderlei Luxemburgo                               | Brasile   | 1      | 1999                               |
| Carlos Alberto Parreira                            | Brasile   | 1      | 2004                               |
| Dunga                                              | Brasile   | 1      | 2007                               |
| Tite                                               | Brasile   | 1      | 2019                               |
| Francisco Maturana                                 | Colombia  | 1      | 2001                               |
| Manuel Fleitas Solich                              | Paraguay  | 1      | 1953                               |
| Ranulfo Miranda                                    | Paraguay  | 1      | 1979                               |
| Jack Greenwell                                     | Perù      | 1      | 1939                               |
| Marcos Calderón                                    | Perù      | 1      | 1975                               |
| Ramón Platero                                      | Uruguay   | 1      | 1917                               |
| Leonardo De Lucca                                  | Uruguay   | 1      | 1923                               |
| Ernesto Meliante                                   | Uruguay   | 1      | 1924                               |
| Raúl Blanco                                        | Uruguay   | 1      | 1935                               |
| Pedro Cea                                          | Uruguay   | 1      | 1942                               |
| Hugo Bagnulo                                       | Uruguay   | 1      | 1956                               |
| Omar Borrás                                        | Uruguay   | 1      | 1983                               |
| Roberto Fleitas                                    | Uruguay   | 1      | 1987                               |
| Héctor Núñez                                       | Uruguay   | 1      | 1995                               |
| Óscar Tabárez                                      | Uruguay   | 1      | 2011                               |
| Commissione tecnica                                | Brasile   | 2      | 1919, 1922                         |
| Nessuno                                            | Uruguay   | 1      | 1916                               |
| Nessuno                                            | Argentina | 1      | 1921                               |

### Maggior numero di presenze[3]
| Pos. | Nome                    | Presenze | Nazionali                 |
| ---- | ----------------------- | -------- | ------------------------- |
| 1.   | Guillermo Stábile       | 44       | Argentina                 |
| 2.   | Manuel Fleitas Solich   | 37       | Paraguay                  |
| 3.   | Luis Tirado             | 35       | Cile                      |
| 4.   | Óscar Tabárez           | 30       | Uruguay                   |
| 5.   | Hernán Darío Gómez      | 25       | Colombia, Ecuador, Panama |
| 6.   | Francisco Maturana      | 23       | Colombia, Ecuador         |
| 7.   | Gerardo Martino         | 22       | Paraguay, Argentina       |
| 8.   | Alfio Basile            | 19       | Argentina                 |
| 8.   | Flávio Costa            | 19       | Brasile                   |
| 10.  | Carlos Alberto Parreira | 18       | Brasile                   |
| 10.  | Alberto Suppici         | 18       | Uruguay                   |

## Arbitri

### Maggior numero di incontri diretti[15]
| Pos. | Nome                    | Incontri diretti |
| ---- | ----------------------- | ---------------- |
| 1.   | Bartolomé Macías        | 25               |
| 2.   | Aníbal Tejada           | 15               |
| 2.   | Carlos Robles           | 15               |
| 4.   | Nobel Valentini         | 12               |
| 4.   | Washington Rodríguez    | 12               |
| 6.   | Cyril John Barrick      | 11               |
| 6.   | Óscar Ruiz              | 11               |
| 8.   | Mário Vianna            | 10               |
| 9.   | Alberto da Gama Malcher | 9                |
| 10.  | Juan José Álvarez       | 8                |
| 10.  | Carlos Amarilla         | 8                |
| 10.  | Romualdo Arppi Filho    | 8                |
| 10.  | Juan Brozzi             | 8                |
| 10.  | Mario Heyn              | 8                |
| 10.  | Gilberto Hidalgo        | 8                |
| 10.  | Richard Maddison        | 8                |
| 10.  | Márcio Rezende          | 8                |
| 10.  | Alfredo Vargas          | 8                |
| 19.  | Arnaldo César Coelho    | 7                |
| 19.  | Carlos Fanta            | 7                |
| 19.  | Servando Pérez          | 7                |
| 19.  | Alberto Tejada Noriega  | 7                |
| 19.  | Ricardo Vallarino       | 7                |
| 19.  | Luis Ventre             | 7                |

## Stadi

### Maggior numero di partite ospitate[16]
| Pos. | Stadio                           | Città        | Partite |
| ---- | -------------------------------- | ------------ | ------- |
| 1.   | Estadio Nacional de Chile        | Santiago     | 68      |
| 2.   | Estadio Centenario               | Montevideo   | 65      |
| 3.   | Estadio Nacional del Perú (1952) | Lima         | 54      |
| 4.   | Estadio Monumental               | Buenos Aires | 38      |
| 5.   | Estadio George Capwell           | Guayaquil    | 30      |
| 6.   | Estadio Gasómetro                | Buenos Aires | 26      |
| 7.   | Estadio Nacional del Perú (1897) | Lima         | 22      |
| 8.   | Estadio Hernando Siles           | La Paz       | 21      |